# Tetradactylus tetradactylus
Tetradactylus tetradactylus là một loài thằn lằn trong họ Gerrhosauridae. Loài này được Daudin mô tả khoa học đầu tiên năm 1802.